# Ganties
Ganties település Franciaországban, Haute-Garonne megyében. Lakosainak száma 305 fő (2022. január 1.). Ganties Pointis-Inard, Estadens, Couret, Montespan, Rouède és Soueich községekkel határos.

## Népesség
A település népességének változása:
| Lakosok száma | 271  | 255  | 247  | 282  | 343  | 329  | 327  | 327  | 320  | 305  |
|               | 1968 | 1982 | 1990 | 2006 | 2013 | 2015 | 2017 | 2019 | 2020 | 2022 |